# Barefoot College
The Social Work and Research Centre (SWRC), более известен как Barefoot College (с англ. «колледж (для) босоногих») — индийская волонтёрская организация, работающая в области образования, здравоохранения, обеспечения питьевой водой и солнечной энергетикой сельского населения беднейших стран мира.

## История
После получения престижного образования в 1967 году выходец из элитной семьи Бункер Рой неожиданно уехал в глухую индийскую деревню, решив заняться строительством колодцев для жителей беднейших провинций.
После проведения обследования источников водоснабжения в ста подверженных засухе районах, в 1972 году в Тилонии (англ. Tilonia), среди индийских пустынь Раджастхана, Бункер Рой основал компанию The Social Work and Research Centre (SWRC), со временем получившую известность как Barefoot College (с англ. «колледж для босоногих»).
Вскоре миссия компании изменилась, и основной акцент был сделан с орошения деревень на решение проблем в сельских общинах, с целью сделать их самодостаточными и устойчивыми.
Компания занялась обучением людей, проживающих в этой местности, профессиям врачей, учителей, инженеров, дизайнеров, архитекторов и стоматологов.
В докладе ООН, в качестве успешности подхода Barefoot College приводится пример, что за 20 лет выпускники колледжа сумели электрифицировать с помощью солнечной энергии в общей сложности 36 000 домов в 1 024 деревнях в 30 наименее развитых странах.
При этом сделали это 300 неграмотных сельских бабушек из разных стран, которые получили необходимые инженерные навыки только с использованием языка жестов.
В 2012 году Barefoot College стал первым партнёром ЮНЕСКО по программе получения образования для девочек и женщин (англ. Global Partnership for Girls' and Women's Education).

## Колледж
Кампус колледжа расположен на 8 акрах, построен и управляется бедняками Индии, которые зарабатывают менее 1 доллара США в день.
Здания имеют минимальные удобства, земляной пол и отсутствие кроватей, для того, чтобы «бедным студентам было более комфортно».
Это единственный колледж в сельских районах Индии работающий полностью на солнечной энергии.
Принципы колледжа во многом основаны на философии Махатмы Ганди.
Например, это учебное заведение, где учитель является в то же время учеником, а ученик учителем.
Акцент при обучении в «колледже босоногих» делается на передачу практических знаний и трудовых навыков.
В колледже обучают учителей, врачей, акушерок, стоматологов, медицинских работников, инженеров солнечной энергетики, бурильщиков водных скважин, телефонных операторов, кузнецов, плотников, преподавателей компьютерной грамотности, бухгалтеров и множестве других практических специальностей, которые могут пригодиться в сельской местности и быть полезны общинам.
Главный упор в Barefoot College сделан на солнечную энергетику.
Колледж ежегодно обучает около 100 бабушек из Индии и 80 из других наименее развитых стран мира (в основном Африки и Азии), способных после выпуска провести электрификацию своих деревень.
В Barefoot College не выдают сертификатов о приобретённом образовании, считая, что выпускник сам должен доказать общине наличие у него профессиональных знаний и умений.
Колледж также запустил программу вечерних школ, для работающих лиц.
В 2008 году в 150 вечерних школах обучалось 3000 человек, причём большинство составляли девушки.

## Финансы
Barefoot College финансируется за счёт пожертвований.
По словам создателя компании Бункера Роя: «мы получаем немного
денег от индийского правительства, также из голландского и французского фонда и частных семейных фондов. Немного денег мы получаем за услуги, которые мы оказываем стране».

## Награды и премии
Подход и результаты работы Barefoot College были признаны во всём мире и отмечены целым рядом наград международных фондов и организаций, в числе которых Премия Голубая Планета (2011).
Barefoot College вернул награду в области архитектуры (англ. Aga Khan Award for Architecture) номинировавшей организации, которая поставила под сомнение ценности и искренность колледжа.
В 2012 году о Barefoot College был снят фильм «Солнечные Мамы» (англ. Solar Mamas).